# Zero Tolerance Entertainment
Zero Tolerance Entertainment è una casa di produzione cinematografica pornografica a contenuti gonzo. Fa parte di un gruppo di siti per adulti insieme a Third Degree Films, Black Ice, specializzato nelle scene tra solo attori di colore, Diabolic Video e Gender X, a contenuti transgender e genderfluidi.

## Storia
L'azienda, fondata nel 2002,  ha scelto questa denominazione come manifestazione di "tolleranza zero per il cattivo porno". Il primo titolo distribuito da ZT è stato Who's Your Daddy Part One .
Nel 2005, ZT ha introdotto lo studio gemello Black Ice, specializzato in contenuti completamente neri e interrazziali. Nel 2006, la società ha intentato una causa contro AdultsAllowed.com, chiedendo più di $ 15 milioni di danni per violazione del copyright. Nel 2006 l'azienda ha iniziato a includere una traccia bonus in lingua spagnola su tutti i suoi DVD, nel tentativo di attingere alla crescente fascia demografica di lingua spagnola negli Stati Uniti e in America Latina.
Nel 2007, la società ha firmato un accordo con Hustler TV per fornire i suoi contenuti sul canale in Nord e Sud America. Nel 2008, ZT ha intentato una causa contro il sito di noleggio di DVD Movixo Inc., per presunta pirateria di DVD. Il caso è stato risolto in via extragiudiziale con un accordo di $ 15 milioni. Lo stesso anno ZT pubblicò il primo DVD interattivo ad alta definizione pornografico, Interactive Sex with Bree Olson 

## Riconoscimenti
AVN Awards
- 2005 - Best Oral-Themed Series per Blow Me Sandwich [12]
- 2006 - Best Oral-Themed Feature  per Blow Me Sandwich 7 [12]
- 2008 - Best All-Girl Release per Girlvana 3 [13]
- 2008 - Best Interactive DVD per Interactive Sex with [13]
- 2009 - Best All-Girl Release per Girlvana 4 [14]
- 2010 - Best Interactive DVD per Interactive Sex With Tori Black[15]
- 2010 - Best Specialty Series per Fishnets[15]

XBIZ Awards
- 2016 - BDSM Release Of The Year per Shades Of Scarlet 2[16]